# Баттістіні (станція метро)
41°54′22″ пн. ш. 12°24′52″ сх. д. / 41.90611° пн. ш. 12.41444° сх. д.
Баттістіні (італ. Battistini) — станція лінії А Римського метрополітену, розташована на півночі Риму, вхід на розі вулиць Маттіа Баттістіні та Енніо Боніфація в 14 районі. Станція була відкрита у черзі Валле-Аурелія — Баттістіні 1 січня 2000 року, відтоді це найпівнічніша станція на лінії А.

Є станцією з двома окремими тунелями, в кожному з яких знаходиться окрема платформа. Поруч зі станцією розташована паркова на 177 місць.

## Наземний транспорт
Автобуси: 46, 46b, 91, 146, 546, 904, 905, 906, 907, 916, 980, 981, 983, 985.

## Розташовані поруч
- Віа-Боччеа (італ. Via Boccea)
- Форте-Боччеа (італ. Forte Boccea)
- Собор Святої Софії (італ. Santa Sofia a Via Boccea)

## Ресурси Інтернету
Вікісховище має мультимедійні дані за темою: Баттістіні (станція метро)
- Battistini station on the Rome public transport site(італ.)